# Achinoam Nini
 (septembre 2016).
Améliorez-le ou discutez des points à vérifier. 
Pour les articles homonymes, voir Nini (homonymie) et NOA.
Achinoam Nini (en hébreu אחינועם), connue sous le nom de Noa en Europe, est une chanteuse israëlo-américaine née à Tel Aviv en Israël, le 23 juin 1969.

## Biographie
Achinoam est un nom biblique signifiant « mon frère est agréable ». Alors qu’elle a deux ans, son père et sa mère, issus d’une famille juive d’origine yéménite, décident d’émigrer aux États-Unis. Ils s’installent alors dans le quartier du Bronx, à New York.
À dix-sept ans, elle quitte l’école des arts de New York pour retourner en Israël où elle fera 24 mois de service militaire (obligatoire pour les femmes en Israël). Puis, elle étudie à la Rimon School of Jazz and Contemporary Music, à Ramat Ha-Sharon, où elle rencontre le guitariste et compositeur Gil Dor en 1990. Ensemble, ils créent un premier album en hébreu dans un style pop/jazz en 1991, puis un second, recueil de poèmes chantés en 1993, qui la rend célèbre en Israël.
Peu de temps après, Achinoam Nini et Gil Dor rencontrent le célèbre guitariste Pat Metheny qui coproduit et arrange avec son groupe (en particulier Lyle Mays) l’album Noa. C’est le premier album diffusé dans le monde entier. C’est le début de la carrière internationale d’Achinoam Nini.
En France, elle participe à l'émission de télévision musicale Taratata entre 1995 et 2001. Elle y chantera notamment Your Song en duo avec Zucchero.
En 1997, l’auteur Luc Plamondon et le compositeur Richard Cocciante lui demandent de tenir le rôle de la bohémienne Esmeralda dans leur nouvelle comédie musicale Notre-Dame de Paris adaptée de l’œuvre de Victor Hugo, Notre-Dame de Paris. Elle accepte et interprétera trois chansons sur l’album studio original vendu à plus de deux millions d’exemplaires en France et devenant ainsi le 13e album le plus vendu en France. Mais malgré l’immense succès de l’album, Noa refusera d'interpréter le rôle sur scène au Palais des congrès par peur de rencontrer des difficultés avec la langue française et sera donc remplacée par Hélène Ségara.
Noa est attachée aux valeurs humaines et milite pour le droit des femmes, des enfants, la paix dans le monde et plus particulièrement dans les relations israëlo-palestiniennes.
Elle représente Israël lors du Concours Eurovision de la chanson 2009, qui se déroule à Moscou (Russie). Elle interprète un titre en duo avec la chanteuse Mira Awad, avec qui elle avait déjà chanté en 2002 dans son disque Now, pour le titre We can work it out.
Le 12 février 2010, Noa, de son union avec son époux Asher Barak, médecin, donne naissance à son troisième enfant, Yam, signifiant « la mer » en Hébreu. La petite fille rejoint ainsi Ayehli, née en 2001 et Enea, née en 2005.
Les compositions musicales de Noa sont en partie influencées par des auteurs-compositeurs-interprètes des années 1960 tels que Bob Dylan, Paul Simon, Joni Mitchell, Leonard Cohen, James Taylor et même quelques années plus tard par Madonna. Elle n'hésite d'ailleurs jamais à leur rendre hommage sur ses réseaux sociaux en réinterprétant leur répertoire musical.

## Discographie
- Notre-Dame de Paris (version studio originale de la comédie musicale ; rôle d’Esmeralda sur 3 chansons ; 1997 - album français)

- En 1999, elle écrit avec Éric Serra et chante My Heart Calling pour le générique de fin du film Jeanne d’Arc avec Milla Jovovich de Luc Besson. La chanson se trouve donc sur la bande originale du film composée par Éric Serra.

- Noa Live - DVD/Double CD with Solis Quartet (octobre 2005)

- Genes and jeans (2008)
- Les femmes (avec Amine) (single) (2009)

- Noapolis - Noa Sings Napoli (Février 2011) (reprise de l'album Napoli-Tel-Aviv mais chanté cette fois en napolitain)
- “The Israeli Songbook” (Eretz Shir)(Mars 2011) (avec l'orchestre symphonique de Jérusalem)
- “Classic" (3 CD - 2012)
- “Love Medicine”
- “Letters to Bach” (Mars 2019)

## Filmographie
- 2018 : Un tramway à Jérusalem d'Amos Gitaï